# Johann Joachim Christoph Bode

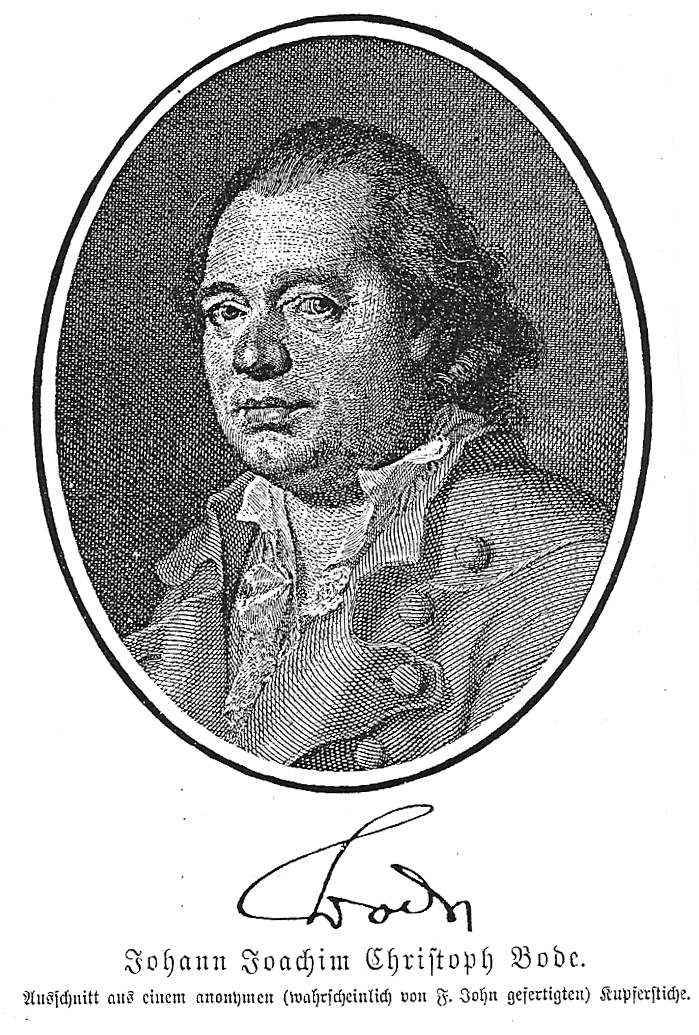
Johann Christoph Bode

Johann Joachim Christoph Bode nasceu em 16 de janeiro de 1731 em Brunswick e morreu em 13 de dezembro de 1793 em Weimar) foi um militar, jornalista e tradutor na Alemanha. Ele era um membro dos Illuminati da Baviera, sob o pseudónimo de "Amelius".